# Siobhan Dowd
Pour les articles homonymes, voir Dowd.
Œuvres principales
- A Swift Pure Cry (2006)
- Bog Child (2008)

Siobhan Dowd, née le 4 février 1960 à Londres et morte le 21 août 2007 à Oxford, est une autrice britannique de littérature de jeunesse et une militante des droits de l'homme.

## Biographie

### Jeunesse
Siobhan Dowd naît dans le South London de parents irlandais. Elle est scolarisée dans des écoles catholiques et s'initie à l'écriture durant son enfance. Elle termine son premier roman, non publié, à l'âge de neuf ans. Elle est diplômée du Lady Margaret Hall, un collège de l'université d'Oxford, où elle étudie les lettres classiques. Elle obtient une maîtrise (Master of Arts) en études de genre et études ethniques de l'université de Greenwich.

### Engagement associatif
En 1984, Siobhan Dowd rejoint le PEN club, une association internationale d'écrivains. Elle fait partie du comité des écrivains en prison (Writers in Prison Committee). Elle passe les années 1990 à New York en tant que directrice de programme du Freedom-to-Write Committee du centre américain de l'association. Dowd dirige la branche américaine du comité de défense de Salman Rushdie (Rushdie Defense Committee USA), constitué pour défendre l'écrivain objet d'une fatwa. À son retour au Royaume-Uni, elle devient sous-commissaire pour les droits de l'enfant dans le comté de l'Oxfordshire.

### Carrière littéraire
Siobhan Dowd se lance dans l'écriture au début des années 2000. Sa première tentative est un livre pour enfants dont le protagoniste est atteint du syndrome d'Asperger, mais elle abandonne le projet lorsque l'écrivain Mark Haddon publie Le Bizarre Incident du chien pendant la nuit (The Curious Incident of the Dog in the Night-Time), traitant d'un thème similaire. Son premier roman, A Swift Pure Cry, est rédigé en 2004 en l'espace de trois mois. Il est publié en 2006 par David Fickling Books, une filiale de Random House. Le livre reçoit un bon accueil critique et le prix Branford Boase lui est attribué en 2007.
The London Eye Mystery est édité en 2007. L'année suivante, le roman reçoit le prix CBI Book of the Year (en) (anciennement Bisto Book of the Year Award) organisé par Children's Books Ireland. Atteinte d'un cancer du sein, Siobhan Dowd meurt en août 2007. En 2009, la médaille Carnegie lui est attribuée pour Bog Child (La parole de Fergus), publié l'année précédente à titre posthume. Son dernier roman, Solace of the Road, paraît en 2009,.
Le roman A Monster Calls (Quelques minutes après minuit) de Patrick Ness, est une idée de Siobhan Dowd proposée pendant qu'elle se préparait à mourir.

### Vie privée
En 2004, Siobhan Dowd épouse Geoff Morgan, bibliothécaire à l'Oxford Brookes University. La même année, son cancer du sein est diagnostiqué. Déjà auteur de deux romans, elle continue à écrire malgré la chimiothérapie. Avant sa mort, elle fonde The Siobhan Dowd Trust, un organisme de bienfaisance. Son objectif est de favoriser l'apprentissage de la lecture par les enfants défavorisés. Il est financé par les revenus de ses livres.